# Лели, Питер
Сэр Питер Лели (англ. Peter Lely, настоящее имя Питер ван дер Фас, нидерл. Pieter van der Faes; 14 сентября 1618, Зост, Германия — 30 ноября 1680, Лондон) — английский живописец голландского происхождения, прославленный английский портретист XVII столетия. Посвящен в рыцари в 1679 году.

## Биография
Питер Лели родился в голландской семье в Зосте, в Германии (земля Северный Рейн-Вестфалия), где его отец служил офицером в вооруженных силах курфюрста Бранденбургского. Получил художественное образование в Харлеме (Голландия), где он был учеником Питера Франса де Греббера. В 1637 году он стал мастером Гильдии Святого Луки в Харлеме. Вероятно, тогда же 1637 году, взял фамилию «Лели» (иногда пишется Лилли: Lilly) от геральдической лилии на фронтоне дома, где родился его отец в Гааге (нидерл. Lelie).
В 1643 году в поисках заказов Питер Лели переехал в Лондон. Портретная живопись в Англии, наивысшее развитие которой относится к XVIII веку, в XVII столетии ещё выполнялась исключительно зарубежными мастерами, находившими покровителей при королевском дворе. В 1641 году скончался фламандский живописец Антонис Ван Дейк, придворный художник короля Карла I и Лели посчастливилось занять его место. В 1647 году он стал членом компании «живописцев-красителей» (Painter-Stainers 'Company) и придворным портретистом короля Карла I. В период революции после казни короля в 1649 году он, благодаря своему таланту и мастерству, исправно служил Оливеру Кромвелю, а затем королю Карлу II.
С 1651 по 1680 год Питер Лели жил в Лондоне в доме № 10-11 на «Большой площади» (Ковент-Гарден). Он был посвящён в рыцари в 1679 году. Вскоре после этого Лели умер во время работы за мольбертом в Ковент-Гардене, когда писал портрет герцогини Сомерсетской. Похоронен в «церкви актёров» Святого Павла в Ковент-Гардене.
Лели был известен как выдающийся знаток истории искусства, он собрал значительную коллекцию картин старых мастеров, включая произведения Веронезе, Тициана, Клода Лоррена и Рубенса, а также рисунков, последняя была продана после его смерти по частям, в результате чего была собрана огромная сумма в 26 000 фунтов стерлингов. Некоторые шедевры были приобретены Лели в результате распродаж произведений искусства короля Карла I и они были повторно приобретены Королевской коллекцией.
В должности придворного портретиста Лели сменил немец Готфрид Кнеллер, чья манера письма была основана на методе Лели, но отражала более поздние стилевые тенденции.

## Творчество
Картины голландского периода жизни художника, которые с уверенностью можно определить, как работы Лели, до настоящего времени неизвестны. Ранние произведения лондонского периода, в основном картины на мифологические и религиозные сюжеты, или «портреты в пасторальном пейзаже» (своеобразная жанровая разновидность, которая станет характерной для английской живописи), демонстрируют влияние Антониса ван Дейка и голландского барокко.
Первые известные композиции бытового жанра работы Лели отчётливо демонстрируют влияние Караваджо и его последователей в Утрехте, так называемых утрехтских караваджистов. Однако затем в творчестве художника доминирует подражание эффектной живописной манере Ван Дейка. Будучи на службе у лорда Нортамберленда, Лели копировал некоторые картины Ван Дейка. Впоследствии, после реставрации Стюартов, Питер Лели сформировал «несколько холодный стиль Реставрации», соответствующий эстетике той эпохи.
Лели создал огромное количество портретов, качество которых неодинаково. По словам британского художественного критика Брайана Сьюэлла: «Таких портретов могут быть тысячи, начиная от редких первоклассных оригиналов, часто весьма поразительного качества, и заканчивая грубыми репликами в мастерской, созданными ассистентами, натренированными подражать манере Лели с модными лицами и повторять стандартные выкройки платья, пейзажей, цветов, музыкальных инструментов и другие необходимые украшения портретной живописи. После смерти Лели в 1680 году его душеприказчики наняли дюжину таких рабов, чтобы закончить для продажи множество незавершённых полотен, сложенных в его мастерской. Именно эти половинчатые и едва ли вообще работы Лели выстилают коридоры бедной аристократии, чьи дома теперь находятся в ведении Национального собрания, и нет зрелища более эстетически и интеллектуально ошеломляющего».
В российской историографии известны столь же жёсткие, сколь и ироничные, оценки творчества Питера Лели, который «насаждал в Англии широко распространённый в Европе тип парадного портрета, пышный, внешне эффектный, но лишённый эмоциональной теплоты и внимания к раскрытию духовного мира портретируемых. Большинство работ Лели по внешним признакам напоминает полотна Ван Дейка, у которого Лели многому научился в отношении композиции и живописного мастерства. Однако мы не увидим в них тонкой характеристики индивидуальности, которой отмечено столько портретов Ван Дейка». Про портреты работы Лели «говорили, что они изящны, но очень немногие из них отличает сходство с портретируемыми»… поскольку художник, обычно, «более поглощён собою, чем своей моделью».
Питер Лели не был в Италии, но его успеху помогали собранные им картины и рисунки итальянских художников и следование внешним атрибутам стиля Ван Дейка. В этом отношении показательна серия из десяти портретов придворных дам королевского двора, известная под названием «Виндзорские красавицы» (Windsor Beauties, 1662—1665), ранее находившаяся в Виндзорском замке, а теперь во дворце Хэмптон-корт; аналогичная серия из двенадцати портретов адмиралов и капитанов королевского флота, сражавшихся во Второй англо-голландской войне, известная как «Флагманы Лоустофта» (Flagmen of Lowestoft, 1665—1667), теперь принадлежит Национальному морскому музею в Гринвиче.
Лели сыграл значительную роль в распространении в Англии гравюры в технике меццо-тинто, поскольку он осознавал возможности этой техники в воспроизведении и распространении своих живописных портретов. Он призывал голландских мастеров меццо-тинто приехать в Великобританию, чтобы воспроизводить его картины, заложив тем самым основы английской традиции репродукционной гравюры.
В собрании Санкт-Петербургского Эрмитажа имеются две картины Питера Лели и две ему условно приписываются.
В «тени» Питера Лели оставался другой интересный художник-портретист Джон Райли. Среди его учеников были Джон Гринхилл и Уильям Виссинг. По мнению английского гравёра и антиквара Джорджа Вертью, рано ушедший из жизни портретист Джон Гринхилл был среди учеников сэра Питера Лели «самым многообещающим и прекрасным».

## Галерея

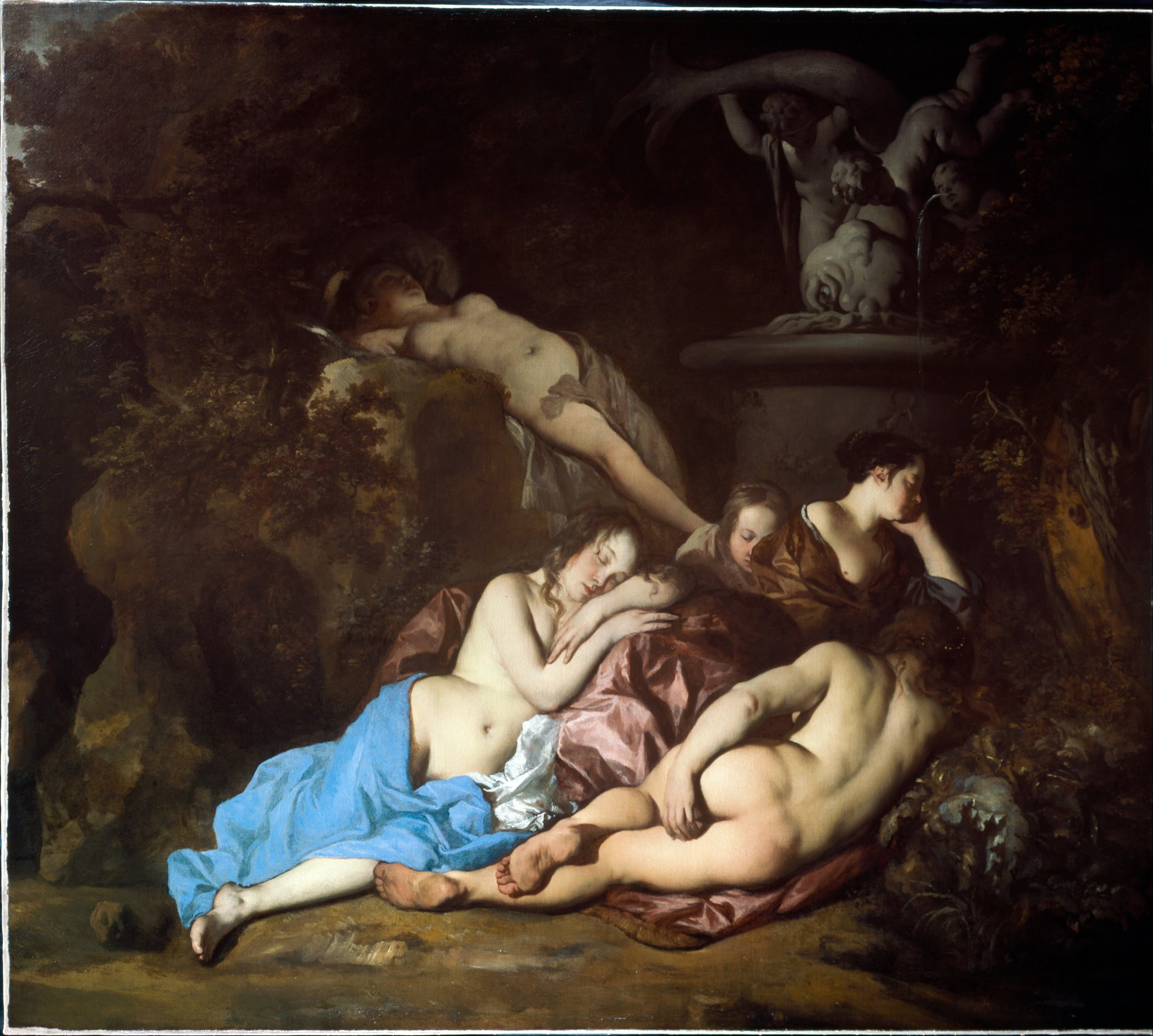
Нимфы у фонтана. Нач. 1650-х гг. Холст, масло. Далиджская картинная галерея, Лондон
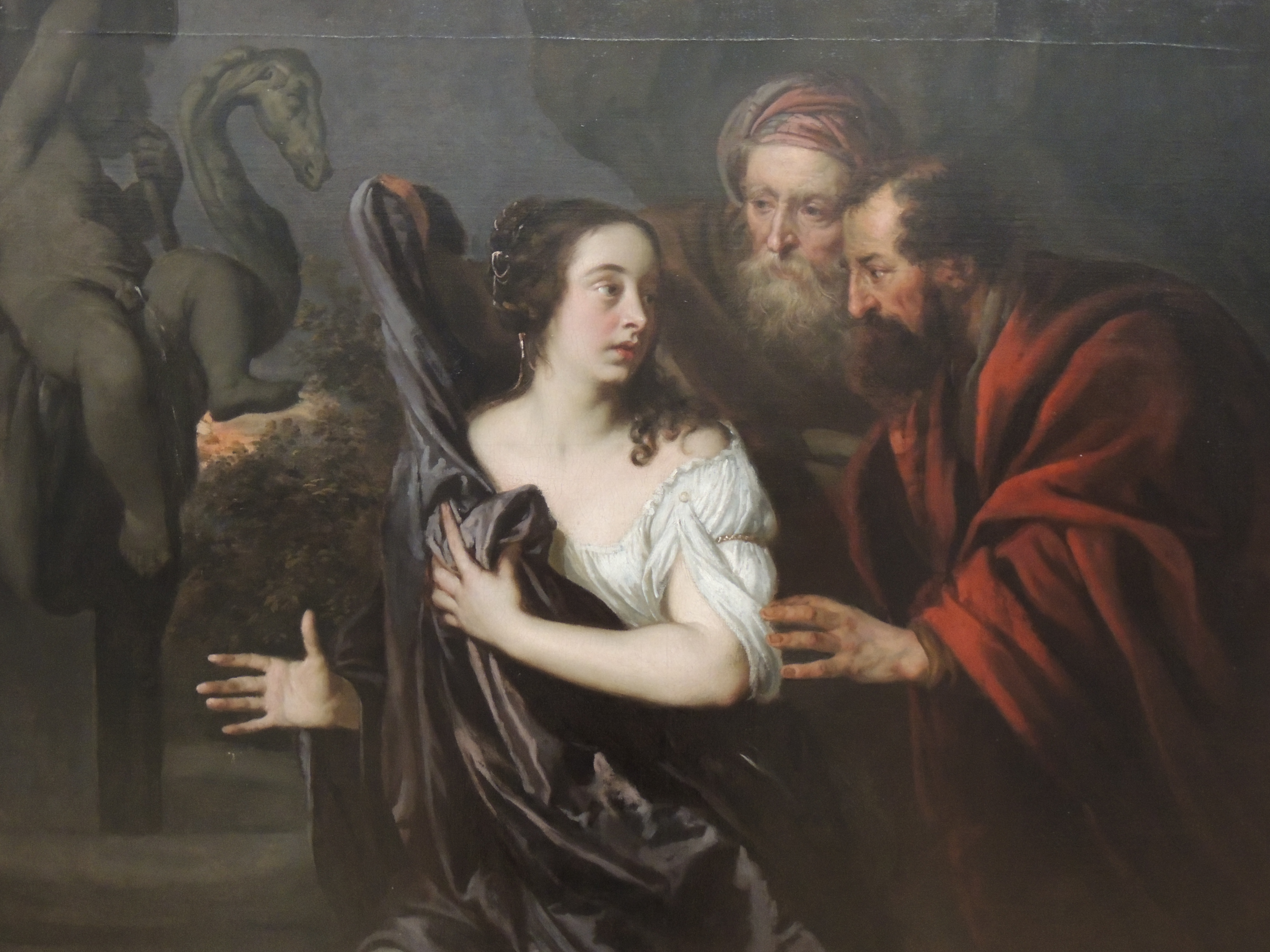
Сусанна и старцы. 1650-е гг. Холст, масло. Британская галерея Тейт, Лондон
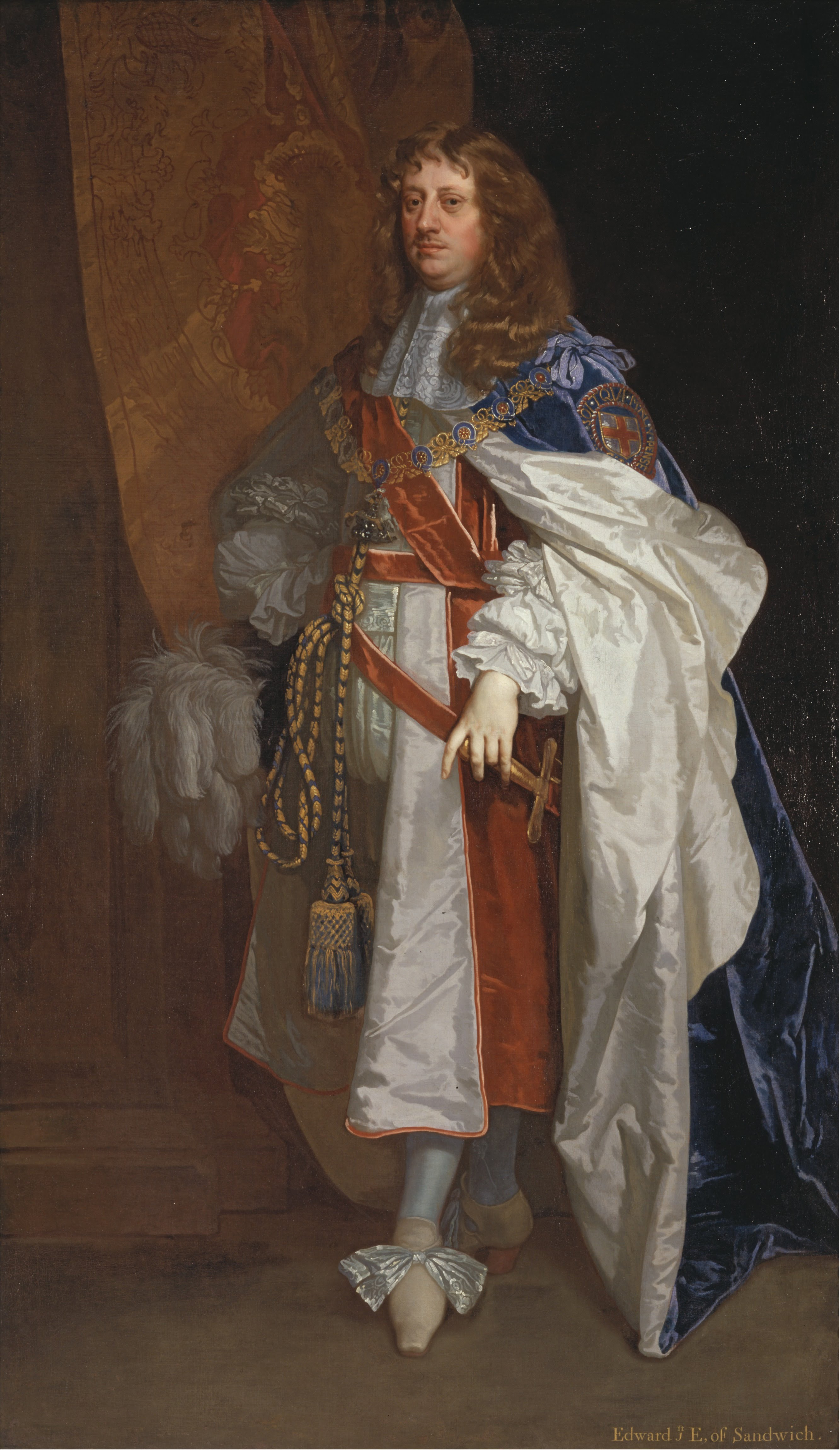
Эдвард Монтегю, 1-й граф Сэндвич. 1660—1665. Холст, масло. Йельский центр британского искусства. Нью-Хейвен, Коннектикут, США
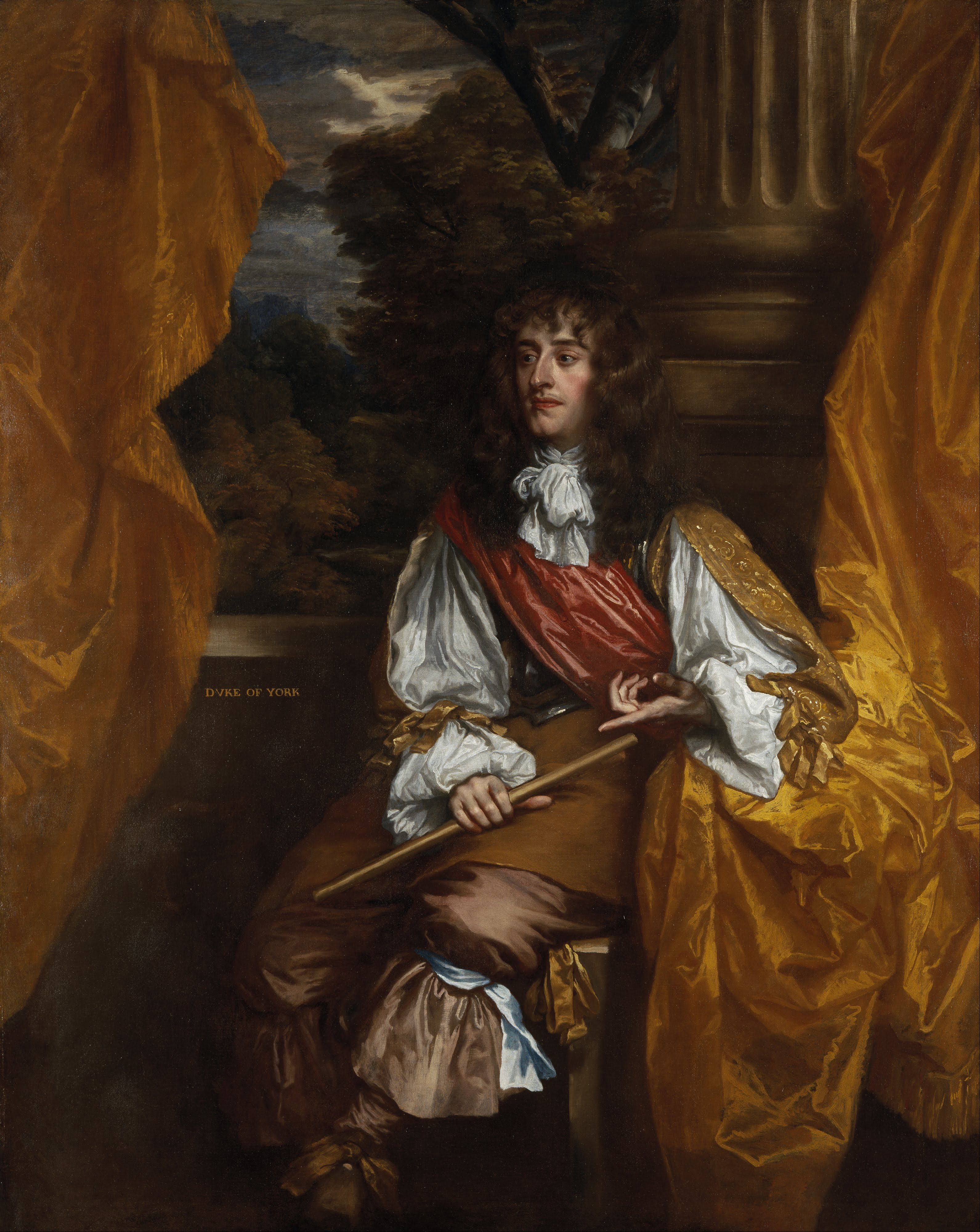
Яков VII, герцог Йоркский. 1661. Холст, масло. Национальная галерея Шотландии, Эдинбург
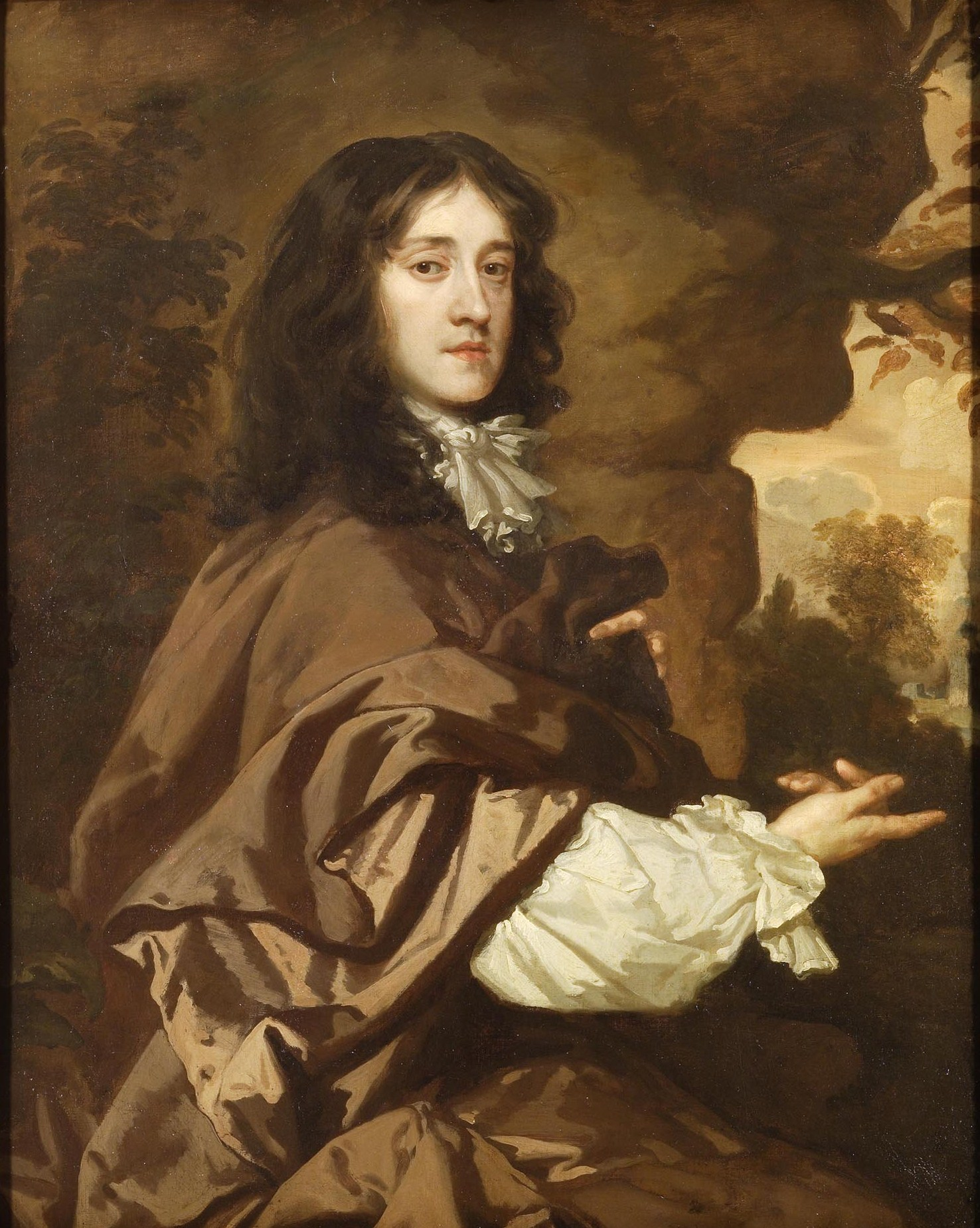
Сэр Роберт Уорсли. Частное собрание
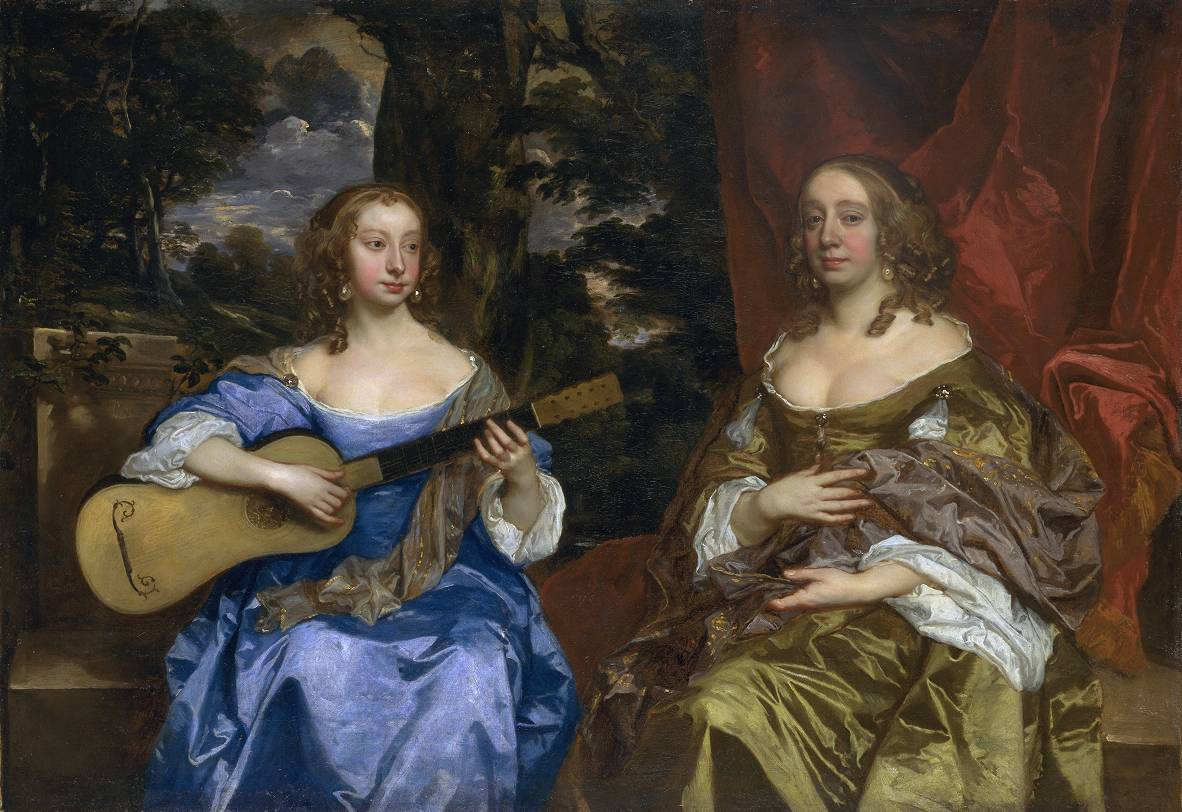
Две дамы семьи Лейк. Ок. 1650. Холст, масло. Британская галерея Тейт, Лондон
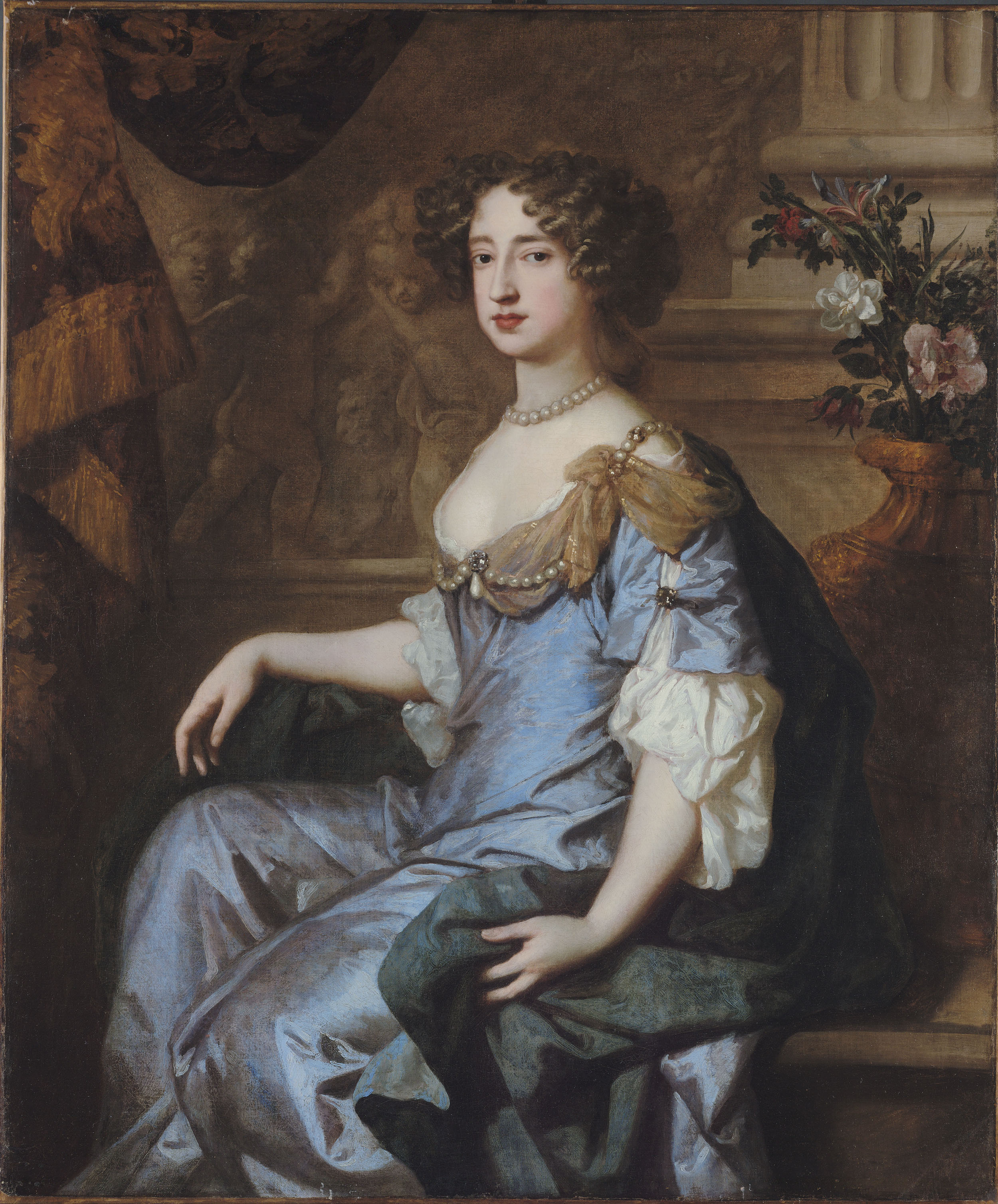
Королева Мария II. Ок. 1677—1680. Холст, масло. Частное собрание